# BBC Learning English
BBC Learning English là một bộ phận của BBC World Service dành cho việc giảng dạy tiếng Anh.
Dịch vụ cung cấp các tài nguyên và hoạt động miễn phí cho giáo viên và sinh viên, chủ yếu thông qua trang web của nó. Nó cũng sản xuất các chương trình phát thanh phát sóng trên một số dịch vụ ngôn ngữ của BBC World Service và các đài đối tác. Nó đã giành được nhiều giải thưởng, bao gồm hai giải Eltons từ Hội đồng Anh và một giải thưởng của Liên minh nói tiếng Anh cho sự đổi mới trong giảng dạy tiếng Anh.
Bộ phận được thành lập vào năm 1943. Kể từ đó, nó đã thay đổi tên nhiều lần,  xuất hiện như "English by Radio" (hoặc ExR), "English by Radio and Television" và "BBC English", trước khi đến tại "BBC Learning English". BBC World Service bắt đầu phát sóng các chương trình dạy tiếng Anh vào năm 1945 cho người mới bắt đầu, người học trung cấp và cao cấp, cho người lớn và trẻ em. Có một số loạt bài giảng dạy khả năng hiểu ngôn ngữ với sự trợ giúp của lời bài hát, chẳng hạn như Pop Words . Thông thường các đài truyền hình lớn vào những năm 1950 có một chương trình dạy ngôn ngữ của đất nước mà đài truyền hình đó phục vụ.
Vào tháng 8 năm 2007, BBC Learning English thông báo hợp tác với Tianshannet của Tân Cương.